# メープル・リーフ・フォーエバー

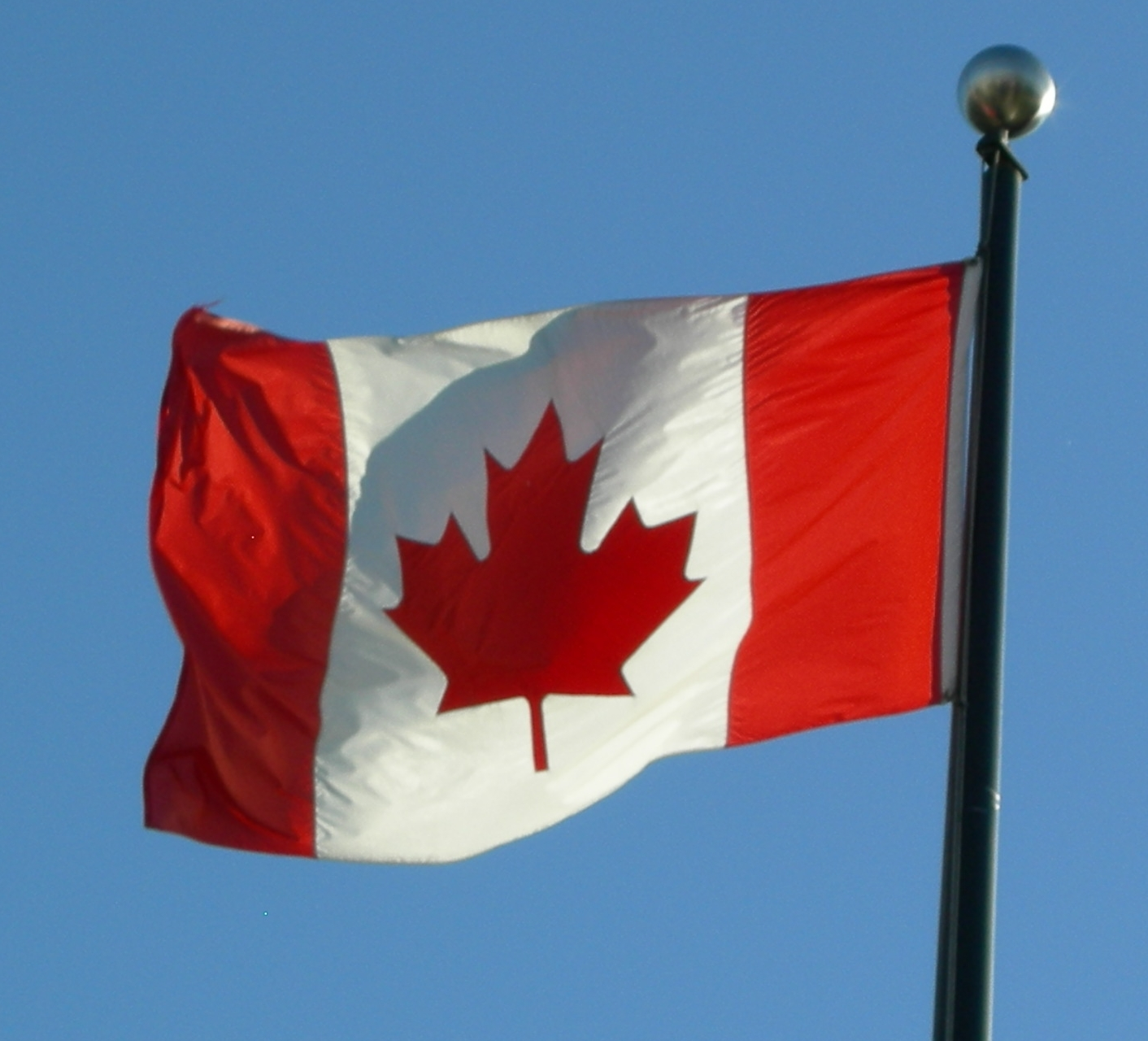
現在のカナダ国旗

「メープル・リーフ・フォーエバー」（英：The Maple Leaf Forever）は、アレクサンダー・ミューアが、1867年に作曲したカナダの愛国歌である。この年は連邦結成の年であり、作詞、作曲共にミューアが手がけた。この13年後に書かれた国歌『オー・カナダ』に次ぐ位置の曲であるが、カナダで作曲された愛国的な曲としては、最も人気がある。しかしながら、ミューアの曲はイングランド系カナダ人向けであり、英国系の間で根強い人気がある一方で、フランス系カナダ人の間では評判が良くなかった。 

## 概要

1868年、連邦結成時のカナダ国旗

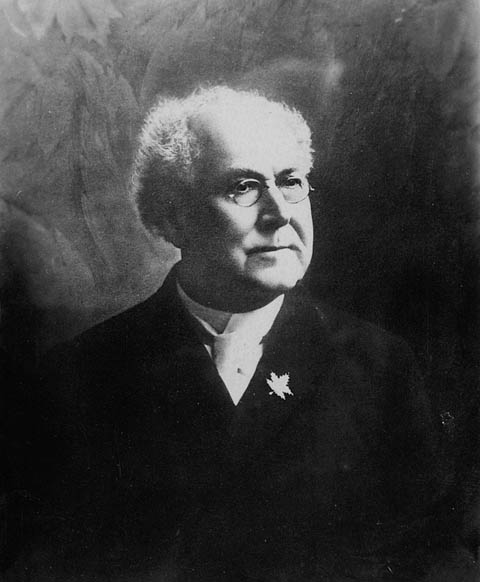
アレクサンダー・ミューア

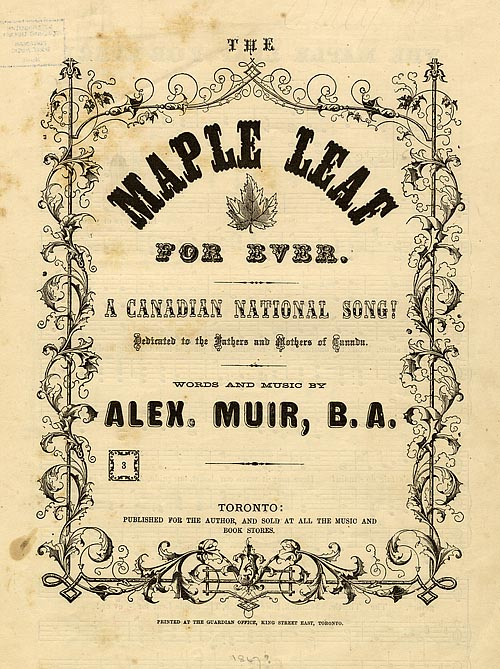
メイプル・リーフ・フォーエバーの初版

歌詞は、モントリオール・カレドニアン協会主催の、愛国的な詩のコンテストにミューアが応募して、2位に輝いた作品である。この歌詞は、ミューアと、友人のジョージ・レスリーが、レスリーズガーデンズ（クイーンストリートの近く、ドン川の東に位置する。レスリー一家が住んでいたのにちなんでこの名がついた）を歩いていた時、レスリーが、自分のコートの袖に落ちたカエデの葉を見て「カエデはカナダの国章だ！このテーマで詩を書けよ」と叫んだためといわれる。ミューアは詩をモントリオールに送った後、この詩にふさわしい曲を探したが徒労に終わり、曲も自分で書くことにした。
1000部が出回ったといわれる初版は、日付も著作権表示もない。作曲者であるミューアが「自分のために」出版したともいわれ、楽譜の売り上げは、ミューアが自腹を切った経費の半分以下だったなどともいわれる。1871年、ピアノ会社のノーダイマー（en:Heintzman & Co.）が著作権料を払ったものの、ミューアは受け取らなかった。『メープル・リーフ・フォーエバー』は、J.F.ハーディーが歌って拍手喝采を集めたといわれるが、一方で、1874年7月24日に、トロント北部の教会の定礎式で、デュファリン伯爵臨席の下、ミューアの指揮により、小学生の合唱で初披露されたともいわれる。 

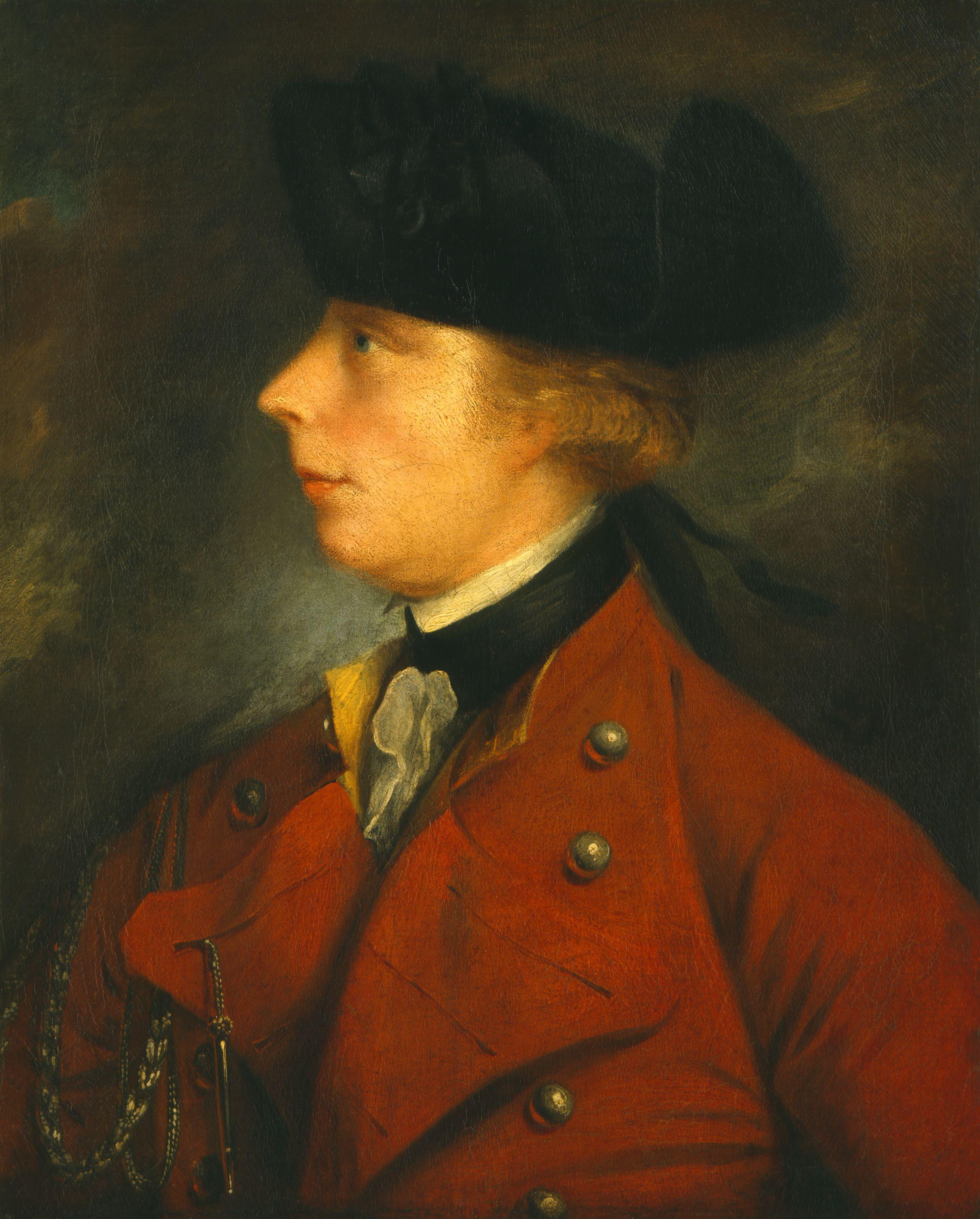
この曲に歌われているジェームズ・ウルフ

歌詞はミューアが何度か手直しした。カナダ国立図書館所蔵のオリジナルののコーラス第一行'The Maple Leaf, the Maple Leaf, the Maple Leaf for ever!'が'The Maple Leaf, our emblem dear, the Maple Leaf for ever!'と直されている。1894年にも大きく手直しされている。この年の9月8日、トロントの「ジ・エンパイア」紙に、「間違った歌詞で歌われている」というミューア自身の投書が載ったが、これは、ミューアが意図的に仕組んだものらしかった。1894年以前の歌詞が、オリジナルのと同じであるという保証はないし、この「正しい」歌詞というのは、実は新しい歌詞のことだったのである。この新しい歌詞は、それまでの4つの行（スタンザ）ではなく、5つの行からのものへと変化しており、以前の歌詞との共通箇所は少なかった。1894年版の出だしは、'In days of yore, the hero Wolfe Britain's glory did maintain,'となり、その後しばらくは、この歌詞で出版されたものもある。しかし、初版のは'In days of yore, from Britain's shore, Wolfe the dauntless hero came.'で、これがやはりよく知られている。
また、後に、フランス語系住民を視野に入れて出版された分では、歌詞がこうに変えられている。「アザミ（スコットランド）、シャムロック（アイルランド）、そしてバラ（イングランド）が絡み合い」から「ユリ（フランス）、アザミ、シャムロック、バラ」となったのである。実は1862年より前に、フランス語で書かれた歌詞があったにもかかわらず、まだこの歌詞はつけられていなかった。このフランス語の詩'Salut, ô ma belle patrie!'(（私の素晴らしい祖国よ！）がミューアの曲につけられたのは1914年のことだった。 
現在出回っている楽譜は、ほとんどが変ロ長調で、全体的にどこか安定せず、反復進行（ゼクエンツ）もあり、学校の授業で正しく歌うのは難しいと指摘されたこともある。

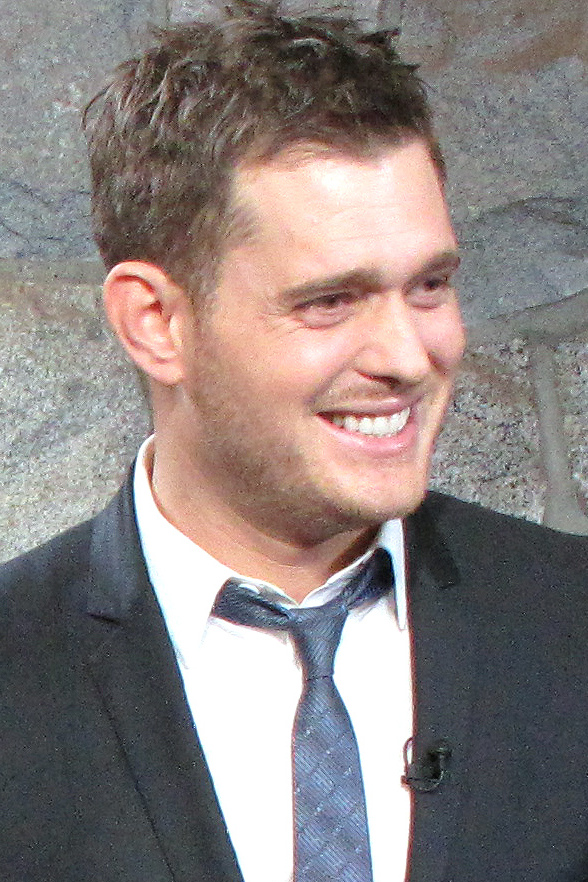
マイケル・ブーブレ

1964年にトンプソンから、この曲のメロディに「我らの家、我らの国、我らのカナダ」という、ビクター・カウリーの詩をつけたものが出版された。カウリーは、カナダ作家協会によるメープル・リーフ・ソング・コンテストで優勝している。

その後、ルーマニア移民のブラディミール・ラディアンにより、新しく歌詞が作られた。ラディアンは元は数学者で、今はソングライター、俳優、詩人である。10年前にカナダに移民した。この曲は知らなかったものの、CBCのラジオ番組「メトロ・モーニング・ショー」で、従来の歌詞が、一部の人々に向けたものであるという理由で、コンテストで新しい詩を応募していることを知った。
バンクーバーオリンピックの閉会式で、マイケル・ブーブレがこの曲を歌った。

## 歌詞

### オリジナルの歌詞
In Days of yore,
From Britain's shore
Wolfe the dauntless hero came
And planted firm Britannia's flag
On Canada's fair domain.
Here may it wave,
Our boast, our pride
And joined in love together,
The thistle, shamrock, rose entwined,
The Maple Leaf Forever.
Chorus
The Maple Leaf
Our Emblem Dear,
The Maple Leaf Forever.
God save our Queen and heaven bless,
The Maple Leaf Forever.
At Queenston Heights and Lundy's Lane
Our brave fathers side by side
For freedom's home and loved ones dear,
Firmly stood and nobly died.
And so their rights which they maintained,
We swear to yeild them never.
Our watchword ever more shall be
The Maple Leaf Forever
(Chorus)
Our fair Dominion now extends
From Cape Race to Nootka Sound
May peace forever be our lot
And plenty a store abound
And may those ties of love be ours
Which discord cannot sever
And flourish green for freedom's home
The Maple Leaf Forever
(Chorus)

いにしえの日、ブリタニアの岸より
無敵の英雄ウルフが来て、ブリタニアの旗を、カナダの美しい地に立てた
ひるがえれ、我らの誇り、我らの自尊心
共に愛し合おう、アザミよ、シャムロックよ、バラよ
カエデの葉よ永遠に
カエデの葉
我らの国章
カエデの葉よ永遠に
我らの（女）王に祝福あれ
カエデの葉よ永遠に
クイーンズタウンの高みにもランディの小道にも
我らは父祖と共に
この国に自由をもたらし、親しいものを愛し
ゆるぎなく経ち、雄々しく世を去った
父祖たちがささえた地位は、明け渡さないと誓う
我らの合言葉は変わることなく
カエデの葉よ永遠に
我らの美しい地は今も広がりゆく
ケープ・レースからヌートゥカ・サウンドまで
我らの地、多くの宝の上に
永遠に平和があるように
愛の絆は争いにも断たれることなく
緑の木々は自由の地に茂る
カエデの葉よ永遠に

### ラディアンによる歌詞
O, land of blue unending skies,
Mountains strong and sparkling snow,
A scent of freedom in the wind,
O'er the emerald fields below.
To thee we brought our hopes, our dreams,
For thee we stand together,
Our land of peace, where proudly flies,
The Maple Leaf forever.
Chorus
Long may it wave, and grace our own,
Blue skies and stormy weather,
Within my heart, above my home,
The Maple Leaf forever!
From East and West, our heroes came,
Throught icy fields and frozen bays,
Who conquered fear, and cold, and hate,
And their ancient wisdom says:
Protect the weak, defend your rights,
And build this land together,
Above which shine the Northern Lights,
And the Maple Leaf forever!
(Chorus)
Sur mers sauvages ou glaciers durs,
Tant d'heros se sont suivis,
En conquerant la peur, le froid,
Et les tempetes de leurs vies.
Et tant de braves, rouges ou blancs,
Reposent ici ensemble,
De noble sang, de tant de neige,
Est nee la feuille d'erable.
Refrain
De leurs exploits, de leurs travaux,
Et leur courage sublime,
Dans leurs vieux reves reunis,
Puisons nouvelles racines.
Refrain Reprise
Sur nos montagnes, dans nos prairies,
A travers temps et sable,
Aimons toujours la fleur de lys,
Toujours, la feuille d'erable.
Oh, Maple Leaf, around the world,
You speak as you rise high above,
Of courage, peace and quiet strength,
Of the Canada I love.
Remind us all our union bound,
By ties we cannot sever,
Bright flag revered on every ground,
The Maple Leaf forever!
(Chorus)

おお、果てない青空よ
雄々しい山に舞い散る雪
吹く風に自由の香り
下に広がる緑の野
我らの希望、我らの夢をこの地にもたらす
この地のために我らは共に立つ
我らの平和の地に、誇りをもってひるがえる
カエデの葉よ永遠に
長きにわたりひるがえれ、我らに名誉を与えよ
青空も荒れる日も
我らの心に、この地の上に
カエデの葉よ永遠に
我らの父祖は、東へ西へと
氷の野、氷の海を通りぬけ
恐れを、寒さを、憎悪をもうちくだき
父祖たちの英知はこう言った
弱きを助け、権利を守れ
そしてこの国を共に建てよう
北の日が輝くところ、
そしてカエデの葉よ永遠に
荒れる海も厳しい寒さも
多くの父祖たちは乗り越えてきた
恐れも冷たさも
嵐も打ち破ってきた
赤と白の勇士たちは
ここに共に眠る
貴い血と、多くの雪の色
カエデの葉に生まれ変わる
彼らの冒険、彼らの働き、
彼らの驚嘆すべき勇気
彼らのかつての夢の下、一丸となり
新しい根を取りだして行こう
山でも平原でも
悪天候でも砂漠でも
常にユリの花を愛そう
常にカエデの葉を愛そう
カエデの葉が、世界中で
高くそびえるほどに
我が愛するカナダの勇気、平和、静かなる力が
伝わっていく
我らが断たれることのない絆で
皆一つとなり
美しい旗はすべての地で尊敬される、それを思い出そう
カエデの葉よ永遠に